# Pradinas (Òlt)
Pradinas (en francès Pradines) és un municipi francès situat al departament de l'Òlt i a la regió d'Occitània.
El municipi té Pradinas com a capital administrativa, i també compta amb els agregats de los Garrics, Flòtas, Casas, Flainac, Salapisson, la Beraudiá i los Combelhs.

## Demografia
| 1962                                       | 1968 | 1975  | 1982  | 1990  | 1999  | 2006  |
| ------------------------------------------ | ---- | ----- | ----- | ----- | ----- | ----- |
| 602                                        | 703  | 1.206 | 2.307 | 2.941 | 3.125 | 3.131 |
| Des de 1962: població sense dobles comptes |      |       |       |       |       |       |

## Administració
| Període   | Identitat             | Partit        |
| --------- | --------------------- | ------------- |
| 1977-2008 | Jean-Jacques Coudouin | Divers gauche |
| 1989-     | Didier Mercereau      | Divers gauche |